# Casino de Pornichet
Le casino de Pornichet est un casino situé au 93, boulevard des Océanides — artère longeant la plage des Libraires sur le bord de la baie du Pouliguen — à Pornichet, en Loire-Atlantique. Il appartient aujourd'hui au groupe Partouche et est doté d'un restaurant de cinquante couverts maximum, ainsi que d'un bar.

## Histoire

### Le premier casino à Pornichet
En 1882, un premier casino est ouvert à « Pornichet-les-Pins » (qui est alors une partie du territoire communal d'Escoublac, la commune de Pornichet sera créée en 1900) au sein du « Grand Hôtel de l'Océan, du Casino & du Golf », nouvel établissement de 150 chambres, créé à l'initiative de la Société foncière de Pornichet-les-Pins qui a été fondée l'année précédente par Maxime Boucheron, auteur dramatique associé avec ses amis le baryton Jean Lassalle et le ténor Henri Sellier. Donnant directement sur la plage des Libraires, il est doté également d’une salle de spectacle. Le 3 septembre 1883, à la suite d'un incendie très violent qui vient de détruire plusieurs fermes « au Pornichet », Jean Lassalle, faisant appel à ses camarades des autres théâtres de Paris, y organise une représentation « au bénéfice des malheureux si cruellement éprouvés » . On doit à l'italien Nicolo Teresio Ravera (ca), chef d'orchestre du casino, une « polka brillante » pour piano titrée Casino-Pornichet et sous-titrée Souvenir de Bretagne, dont la partition a été éditée en 1884 par Émile Chatot à Paris ; l'œuvre est un hommage à Théodore-Jacques Bonvalet, un restaurateur parisien qui, après une vie politique locale contrariée dans la capitale et se consacrant ensuite au monde des affaires, fut pendant trois ans attaché à l'hôtel-casino. En 1887, l'établissement est vendu à Paul Collet et rouvre ses portes sans l'activité de casino, jugée alors peu rentable. Pornichet se trouve donc alors dépourvu d'établissement de jeux. Le vaste bâtiment de l'hôtel — qui a connu diverses vicissitudes (dont celui d'être réquisitionné par les forces allemandes d'Occupation jusqu'à la libération de la poche de Saint-Nazaire en mai 1945), avant d'être vendu en 1952, puis divisé en appartements appartenant à des copropriétaires — existe toujours actuellement.

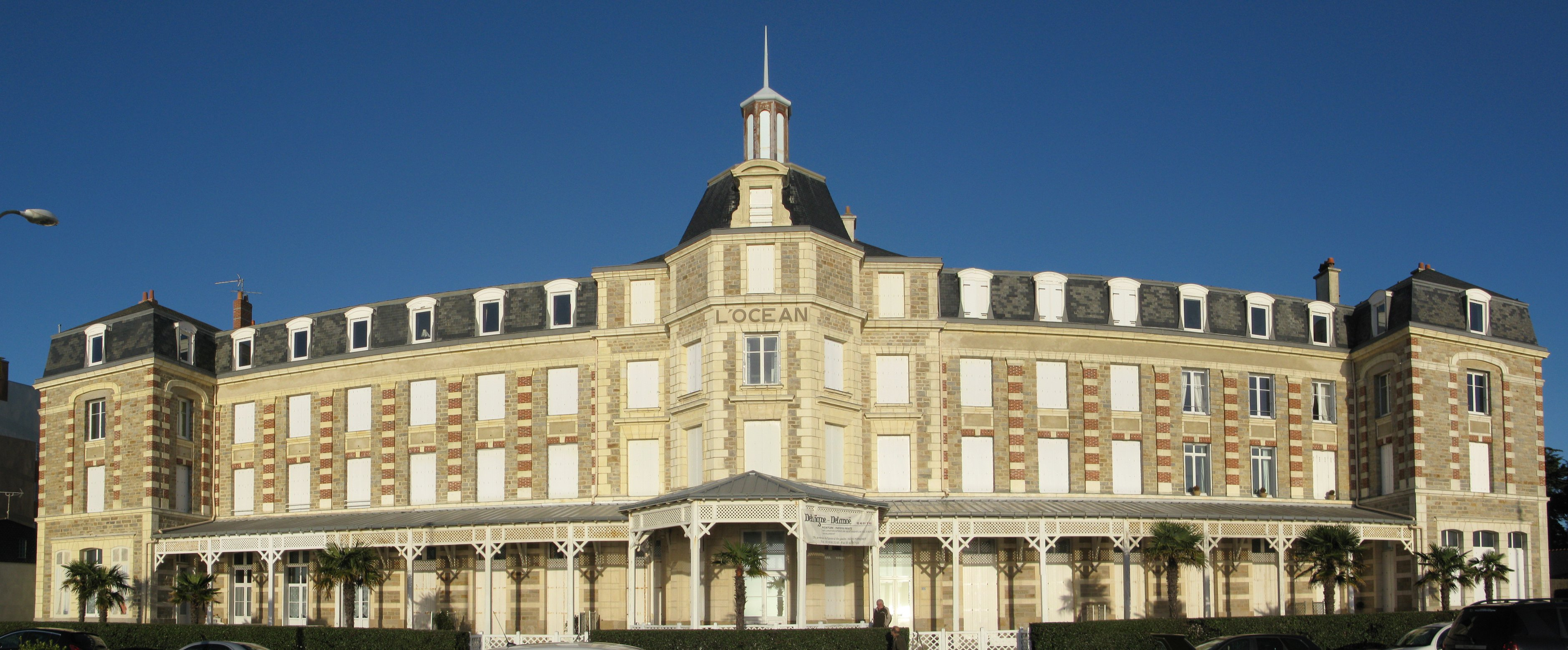
L'ancien hôtel (vers 2011).

### Le second et actuel casino

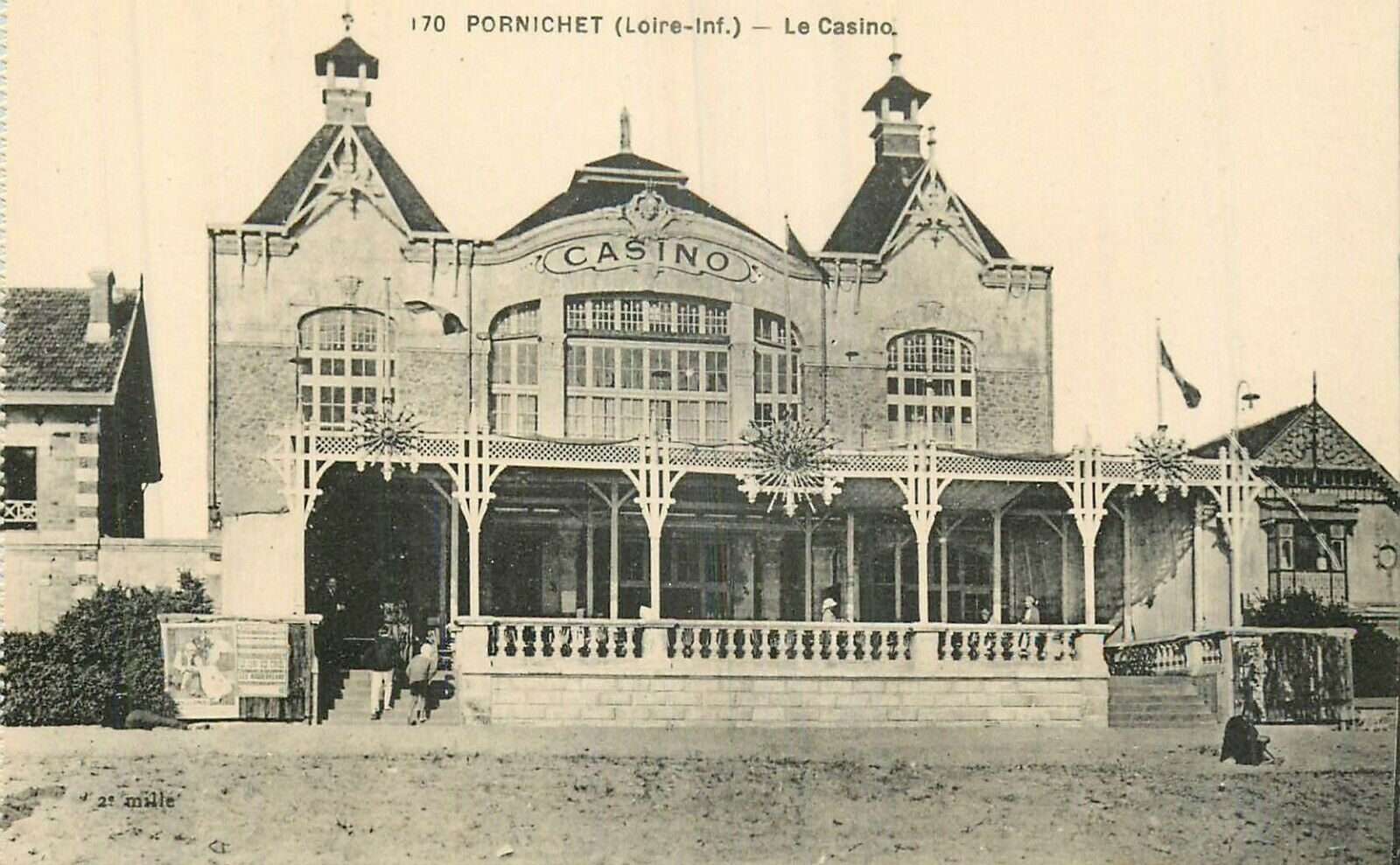
Carte postale montrant le casino avec sa nouvelle enseigne, Casino remplaçant Kursall. L'établissement a encore sa terrasse ouverte sur la plage, avant donc la construction de l'extension.

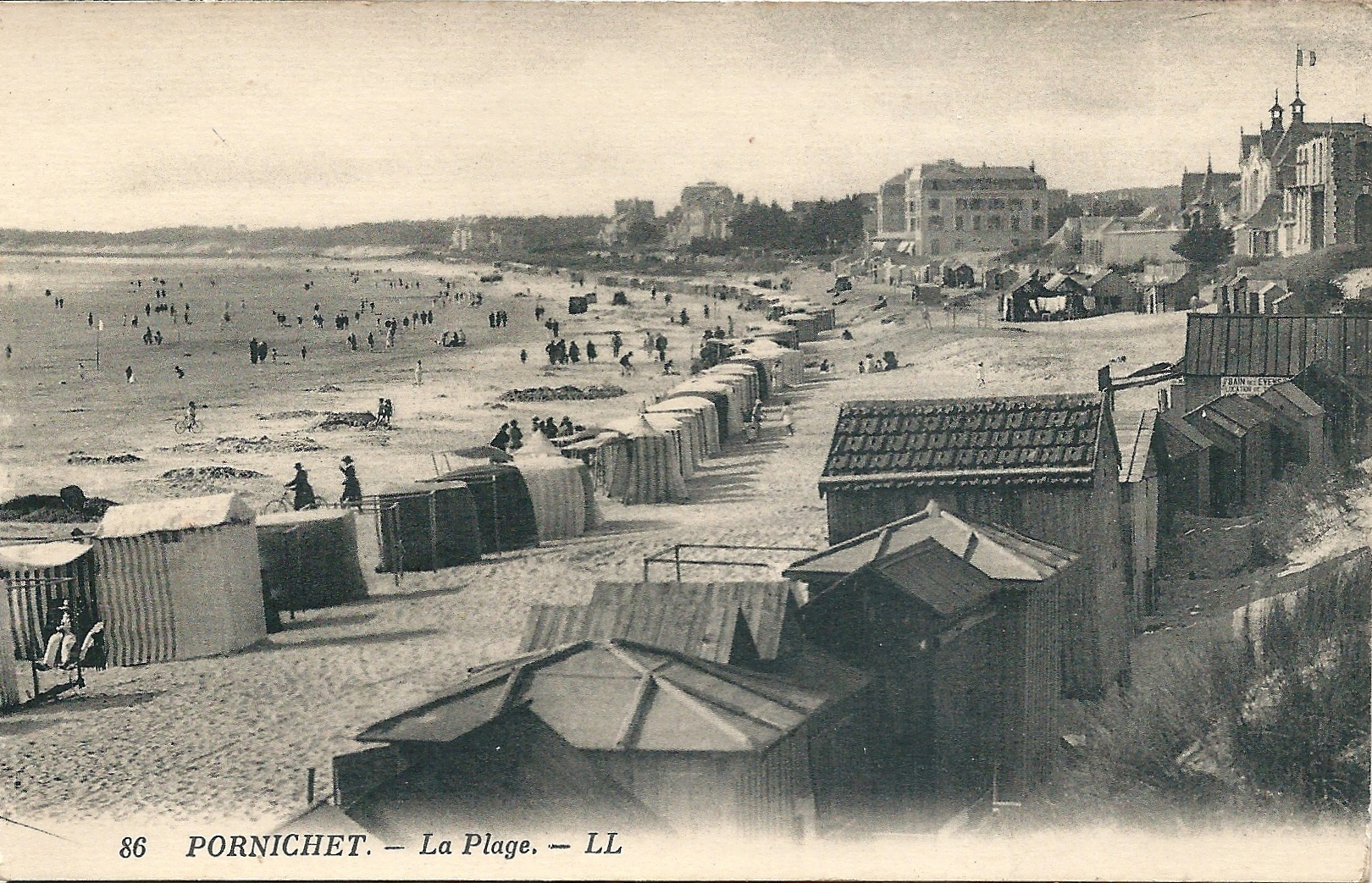
Carte postale avec une vue de la plage des Libraires en direction de La Baule, à une date inconnue, entre 1911 et 1925. Le bâtiment surmonté d'un drapeau, tout à droite, est le second casino. Plus à sa gauche, on reconnaît la masse imposante de l'hôtel de l'Océan, qui fut le premier casino.

C'est en décembre 1910, que Charles Varé, un investisseur originaire de l'Aisne, déjà propriétaire de nombreux terrains sur la commune, obtient de la municipalité l'autorisation de construire sur une parcelle qui lui appartient, un nouveau casino. Le bâtiment inauguré le 12 juillet 1911, est appelé dès son origine, Kursaal, nom en allemand signifiant « salle des curistes », car ce type d'établissements a fait son apparition dans les stations thermales en Allemagne, où il était dédié aux curistes qui, après leurs soins, s'y retrouvaient pour discuter, écrire, lire ou jouer aux cartes. Varé recrute Maxime Ledru, propriétaire du Café Maxime, situé avenue de Mazy à Pornichet, pour le diriger. Le bâtiment est souvent attribué à l'architecte nantais Georges Lafont, à moins qu'il ne s'agisse l'œuvre de ces deux élèves Ferdinand Ménard et Émile Le Bot, adeptes de l'Art nouveau
.
Devenu « théâtre aux Armées » durant la Première Guerre mondiale, il perd son nom germanique et après le conflit est dénommé « Casino ». L’établissement impressionne le jeune estivant Louis Poirier (1910-2007), qui bien plus tard deviendra écrivain sous le pseudonyme Julien Gracq. S'en souvenant dans les années 1960, il écrira « Entre dix et douze ans l'idée que je me faisais de la vie luxueuse s'était centrée sur le casino de Pornichet ». En 1923, Maxime Ledru craignant que son établissement soit concurrencé par le casino de La Baule-Escoublac dirigé par François André, décide de le mettre au goût du jour et fait appel à l'architecte Georges Vachon (ancien chef d'agence de Ménard) pour moderniser l'édifice. Le projet démarre en 1925 et consiste dans la construction d'une extension devant le bâtiment d'origine, permettant d'accueillir une salle de cinéma (qui n'est plus utilisée de nos jours à cet usage) et un dancing,. Dans un premier temps, durant quelques années, le casino conserve son accès direct à la plage, avant que le sépare de celle-ci un boulevard en remblai, qui sera nommé boulevard des Océanides, aménagé et ouvert en 1930 à la circulation automobile, alors en plein essor. D'abord ouvert entre Pâques à l'automne, le casino ouvre par la suite à l'année. Le bâtiment est plusieurs fois modernisé depuis son inauguration, des machines à sous y sont installées en 1991 et — il y a quelques années — agrandi par l'arrière (côté avenue Collet, qui est parallèle au boulevard des Océanides).